# Эдди Прамдуане
Эдди Прамдуане (индон. Eddy Pramduane; род. 14 октября 1962 г., Джакарта) — индонезийский поэт, участник движения «Поэты против коррупции».

## Краткая биография
Окончил среднюю школу «Махакам» в Джакарте. Один из основателей движения «Поэты против коррупции» и Всемирного альянса поэтов (2019). Основатель компании по организации литературных мероприятий «Pram 2ne Publisher & EO». Один из организаторов Поэтического фестиваля Савахлунто.

## Творчество
Начал писать стихи в средней школе. Участвовал в постановках самодеятельных театров (труппа «Энхакам», «Почи Джакарта»). В 2015 г. опубликовал авторскую антологию «Сплетая время». Стихи опубликованы также в литературных журналах и сборниках, в том числе «Читая Картини» (2016). Участник встречи поэтов родственных стран в Сингапуре (2016) и поэтических чтений в Малайзии, посвящённых Усману Авангу, (2016). В творчестве поэта большое место занимают проблемы исламской эсхатологии.

## Основные публикации
- Menyunting Waktu. Depok: Q Publisher, 2014.
- Memo untuk Presiden. Surakarta: Forum Sastra Surakarta, 2015 (совместно с др.).
- Senandung Tanah Merah. Jakarta: Kosa kata kita, 2016 (сборник пантунов).
- Kartini . Jakarta: Jobawi, 2016 (совместно с др.).
- Memo Anti Terorisme. Surakarta: Forum Sastra Surakarta, 2016 (совместно с др.).
- Yogja dalam Nafasku. Yogjakarta: Balai bahasa DIY Yogjakarta, 2016 (совместно с др.).
- Antologi Hari Puisi Indonesia «Matahari Cinta Samudera kata». Yayasan hari Puisi & Yayasan Sagang 2016 (совместно с др.).
- (сост.) Selamat Jalan Iwan Soekri. Jakarta: Pustaka Amma Alamia, 2018 (совм. с Isson Khairul)

## Перевод стихов поэта на русский язык
- Пространство и время (Ruang dan Waktu); Дверь моего дома (Pintu Rumahku); Сплетая время (Menyunting Waktu)[6].
- Ruang dan Waktu. Пространство и время; Pintu Rumahku. Дверь моего дома; Menyunting Waktu. Сплетая время[7].